# Charles Howard (3e comte de Nottingham)
Pour les articles homonymes, voir Charles Howard et Howard.
Charles Howard, 3e comte de Nottingham (25 décembre 1610 - 26 avril 1681) est un noble britannique.

## Biographie
Il est le fils de Charles Howard (1er comte de Nottingham) et de sa deuxième épouse, Margaret Stuart. Il étudie à l'Université d'Oxford, où il est connu pour sa sauvagerie exceptionnelle, et il compromet ses perspectives par un mariage d'amour impulsif avec la fille d'un avocat, un mariage que les deux familles désapprouvent.
Il hérite du comté après la mort de son demi-frère, Charles Howard (2e comte de Nottingham). Il est marié vers 1627 à Arabella Smith, "une dame d'une beauté et d'un charme hors pair", la fille d'Edward Smith, avocat et sœur de Sir Edward Smith (juge) (en), juge en chef des Irish Common Pleas. Ils n'ont pas d'enfants.
À sa mort, le comté de Nottingham disparait, mais la baronnie passe à Francis Howard (5e baron Howard d'Effingham).